# När människan skapade världen
När människan skapade världen är en bok av Johan Norberg utgiven 2006 på Timbro. Boken, som är en uppföljare till den internationella succén Till världskapitalismens försvar och även innehåller liknande statistik som denna, handlar främst om vad som skapar vårt materiella välstånd. Det andra stora temat i boken är en kritik av dem som med ojämlikhetsargument, miljöargument och allmän konsumtionskritik kritiserar kapitalismen och frihandeln. 
När människan skapade världen har översatts till norska under titeln Da mennesket skapte verden (Civita, 2008).

## Ur innehållet

### Del 1: Den sjunde dagen
Den första delen inleds med en reflektion kring den kristna skapelsemyten samt en kort reflektion kring Marx tes om att historien är en kamp mellan olika klasser. Norberg förstår myten som att Gud skapade människan på sex dagar, sen vilade han. Men för människan var den sjunde dagen ingen vilodag, utan det var då hon tog över. Norberg menar att människan, inte Gud, har skapat världen och att det på det hela taget bara blir bättre och bättre för alla. Kapitlet innehåller även en reflektion kring fattigdomen i Sverige och andra delar av världen under 1600- och 1700-talen, vilket är ägnat att förstås som en kontrast till det välstånd vi idag har i Sverige och stora delar av resten av världen.

### Del 2
I den andra delen bemöter Norberg föreställningen att det ökade genomsnittliga välståndet sker på bekostnad av de fattiga och på miljön. Framförallt kritiseras idén om att samhällets välfärd är ett nollsummespel, med andra ord att den ökade rikedomen i de rika länderna skett (och sker) på bekostnad av en växande fattigdom i fattigare länder och regioner. Idén om att välfärden är ett nollsummespel ser han som en socialistisk tankefigur som kan spåras till Marx idé om att arbetarna är utsugna av kapitalisterna.

### Del 3
I den tredje delen hävdas att den moderna världens skapande av välstånd bygger på några av de minst omtyckta företeelserna i ekonomin, såsom kreativ förstörelse, omstrukturering, frihandel och utlokalisering.

### Del 4
I den fjärde delen fokuserar Norberg på de innovatörer och entreprenörer som enligt Norberg är de som skapar det ökade globala välståndet. Norberg passar i kapitlet också på att säga några goda ord om den stenrike affärsmannen och oljemagnaten John D Rockefeller och andra så kallade "rövarbaroner".